# リップルアイランド
『リップルアイランド』は、1988年1月23日に日本のサンソフト（サン電子）から発売されたファミリーコンピュータ用のコマンド選択式アドベンチャーゲームである。

## 概要
ファミリーコンピュータ対応としてサンソフトが1988年にリリースした「ほのぼの系」のソフトである。開発当初のタイトルは『皇帝の闇』。元々はファミコンディスクシステム用ソフトとして企画された。
単純ながらもほのぼのとした絵柄・ストーリーや、ヒロインである「キャル」をはじめとしたキャラクターの人気は高かった。
ゲーム内容はアイコン選択式アドベンチャーゲームである。「みる（目だけの顔マーク）」「とる（手のマーク）」「はいる（靴のマーク）」「たたく（下向きの矢印）」「おす（上向きの矢印）」などのコマンドを選んだあとカーソルが現れ、対象となる目標物を直接指示できるのが特徴である。
見かけはほのぼのとしているが、何のヒントもなしに森の中をさまよって茂みの中の木の実を見つけなければいけないなど、見かけに反して難易度はかなり高い。
エンディングは4種類あり、そのうちの1つはゲロゲールを倒す前に迎えることとなる。ゲロゲールを倒した後、これまでの冒険内容と主人公の選択肢によって3つのうち1つが決まる。なお、「真のエンディング」のみスタッフロールが流れる。
2002年発売の『メモリアル☆シリーズ サンソフト Vol.4』（プレイステーション）に『超惑星戦記 メタファイト』とともに収録。2003年にはiアプリ版が配信。2013年4月10日よりニンテンドー3DS用のバーチャルコンソールで配信。2024年4月18日発売のオムニバスソフト『SUNSOFT is Back! レトロゲームセレクション』には『かんしゃく玉なげカン太郎の東海道五十三次]』『マドゥーラの翼』とともに収録されている。

## ストーリー
この世界のどこかに、人間と動物が共存する小さな島「リップルアイランド」があった。しかし、ある日闇の皇帝「ゲロゲール」が現れ、島の平和を乱しはじめた。そしてリップルアイランド王のドテーラ王の一人娘、ナサレル王女をも捕らえてしまった。王は「ゲロゲールを倒したものには褒美と姫との婚約を約束する」というお触れを出した。それを見た若者「カイル」は、一攫千金を夢見て旅に出かけるのだった。

## 舞台
このゲームではエリアで進行が区切られている。エリアごとの条件をクリアすると次のエリアへと進み、以前のエリアに戻ることはできない。また、選択次第では、真のエンディングへの到達条件を満たさぬままに強制的に次エリアに移行してしまう場合がある。
エリア1
ドテーラ王の居城の周辺。カイルはここから旅立つ。途中にはオコジョが通せんぼしているため、まずはこのオコジョを動けなくする方法を考えなければいけない。近くのリトナ村には「フルーツで治る病」を煩った姉と、それを看病する妹が住んでいる。リトナ村の先には草原があり、あることをすると壊された家の上でたたずむキャルを見つけることができる。
エリア2
非常に迷いやすい森。最初に会うリスのクレルに話を聞き、神器のありかを知っているものしりじいさんの居場所を知っている動物を探す。
森の西の洞窟にはキツネの夫婦が住んでいる。その洞窟には草笛になりそうな草が生えている。

エリア3
大雪原。なお、ここでのプレイヤーの行動がエンディングにまで響くことになる。
目印になりそうなススキが生えていたり、眠ったまま全然動かないアザラシがいたり、頭上に落っこちそうなくらい雪が積もった木がある。子供とはぐれてしまったウサギの母親もいる。
雪原の西側にはとても広い雪景色が広がっており、なにか目印がないと迷ってしまう。東側には雪の積もった山々が連なっている。
エリア4
ゲロゲールによって破壊された村。住人が一人だけ残っている。東には怪しげな井戸があり、その先にはトリがいるが、触ろうとすると逃げてしまう。西側は海岸になっており、岩(?)がたくさんある。しかし、海岸からゲロゲール城には行けない。
エリア5
ゲロゲールの居城。壁が壊れてしまったり、いきなり酒蔵があったりとかなり変わった構造をしている。

中には槍をくれる酔っぱらいのタヌキがいたり、体の一部以外への攻撃は全く効かないアルマジロなどがいる。下手に衛兵の前に近づくと、牢屋の中に入れられてしまうこともある。

## キャラクター
本編中では語られていないが、主人公たちは人間ではなく、小動物と同等サイズの小人であることが、当時サン電子がユーザー向けに発行していた冊子『サンクラブ』で明かされている。また主人公たちは動物と普通に話をすることができる。
カイル
本作の主人公。プレイヤーの分身でもある。王のお触れを見て一攫千金を夢見て旅に出る。キャルに恋心を抱いており、ルートによってはキャルにプロポーズする。
キャル
青いショートカットの少女。ゲロゲールに家を破壊され一人たたずんでいたところにカイルが現れ、彼とともにゲロゲール退治の旅に出る。なお、キャルとカイルは同い年である。ふだんの装いは、白のエプロンシャツの上に胸に黄色のアクセントが付いた赤いベスト、青のロングスカート。カイルにプロポーズされるシーンでは、カチューシャを付け水色のワンピース姿で現れる。
ドテーラ王
リップルアイランドの王様。どてらのような服を着ている。謁見に訪れたカイルとキャルに島の伝承を語る。
ナサレル王女
ドテーラ王の娘。茶色のロングヘアーに白のドレス姿。カイルとキャルより2歳年上。ゲロゲールにさらわれた上にカエルにされてしまう。ストーリー次第ではカイルはピンク色のカエルの状態のままの姫と結婚する。条件を満たして姫を助けることが出来れば選択の末に結ばれ国を継ぐことが出来る。
ゲロゲール
自称「闇の皇帝」。その姿は巨大な緑色のカエルである。名古屋弁でしゃべる。リップルアイランドに近接する島に城を構えその征服を企む。

## 移植版
| No. | タイトル                                  | 発売日                     | 対応機種                                                       | 開発元         | 発売元     | メディア                              | 型式       | 備考                                                 |
| --- | ----------------------------------------- | -------------------------- | -------------------------------------------------------------- | -------------- | ---------- | ------------------------------------- | ---------- | ---------------------------------------------------- |
| 1   | メモリアル☆シリーズ サンソフト Vol.4      | 2002年2月14日              | PlayStation                                                    | サンソフト     | サンソフト | CD-ROM                                | SLPS-03382 | 『超惑星戦記 メタファイト』とのカップリング          |
| 2   | リップルアイランド                        | 2003年10月31日             | iアプリ                                                        | スペースアウト | サンソフト | ダウンロード （ドキドキSUNSOFT）      | -          | リメイク版                                           |
| 3   | メモリアル☆シリーズ サンソフト Vol.4      | 2010年10月13日             | PlayStation 3 PlayStation Portable PlayStation Vita            | サンソフト     | サンソフト | ダウンロード (ゲームアーカイブス)     | -          | 『超惑星戦記 メタファイト』とのカップリング          |
| 4   | リップルアイランド                        | 2012年6月26日              | Windows                                                        | サンソフト     | サンソフト | ダウンロード （プロジェクトEGG）      | -          |                                                      |
| 5   | リップルアイランド                        | 2013年4月10日              | ニンテンドー3DS                                                | サンソフト     | サンソフト | ダウンロード （バーチャルコンソール） | -          |                                                      |
| 6   | SUNSOFT is Back! レトロゲームセレクション | 2024年4月18日 2024年6月9日 | Nintendo Switch Windows（Steam） PlayStation 5 Xbox Series X/S | サンソフト     | サンソフト | ダウンロード                          | -          | 『マドゥーラの翼』『東海道五十三次』とのカップリング |

## スタッフ
- プログラム：ASSHI（酒井敦史）、HIRO KUN（東谷浩明）
- デザイン：KIRITAN、MORIKEN（もりけん）、HIDECHAN、CHAPPY
- 音楽：CHOKKUN（小高直樹）、RYU
- アシスト：GACEN、PIO

## 評価
ゲーム誌『ファミコン通信』の「クロスレビュー」では、5・7・7・6の合計25点（満40点）。、『ファミリーコンピュータMagazine』の読者投票による「ゲーム通信簿」での評価は以下の通り18.60点（満30点）となっている。また、同雑誌1991年5月10日号特別付録の「ファミコンロムカセット オールカタログ」では「動物がたくさん出てきたり、絵本のような画面は本当に心温まる感じだ」と紹介されている。
| 項目 | キャラクタ | 音楽 | 操作性 | 熱中度 | お買得度 | オリジナリティ | 総合  |
| 得点 | 3.68       | 3.15 | 3.03   | 2.85   | 2.91     | 2.98           | 18.60 |

## 関連作品
漫画版
『わんぱっくコミック』誌上において、キャラクターデザイナーの1人、もりけんによりコミカライズが行われている。カイルたちはもりけんの作風にあわせ大幅にデフォルメされており、ゲーム版とはひと味違ったものになっている。連載時は全4話で、ゲームのストーリーの途中で終わっている。単行本では2話が追加され、真のエンディングまでの物語が語られている。全1巻。『マドゥーラの翼』も併録されている。